# Leonard Nimoy
Leonard Simon Nimoy (26. marts 1931 – 27. februar 2015) var en amerikansk skuespiller, filminstruktør, digter, musiker og fotograf. Han var bedst kendt for at have spillet rollen som Spock i den amerikanske tv-serie Star Trek, og senere i de efterfølgende film.

## Biografi

### Opvækst og tidlig karriere
Nimoy blev født i Boston, Massachusetts af jiddisch-talende jødiske immigranter fra Rusland.
Hans mor, Dora Spinner, var husmor og hans far, Max Nimoy, ejede en barberforretning. Nimoy begyndte som skuespiller, da han var 8 år gammel, men fik først en større rolle i et teaterstykke som 17-årig. Derefter, havde han en del mindre roller i b-film og tv-serier.

### Karriere

#### Skuespiller
Nimoy huskes bedst for rollen som Spock i den originale Star Trek tv-serie, som blev sendt fra 1966-1969. Han blev tre gange nomineret til en Emmy for at spille den rolle. Han lagde senere stemme til Spock i den animerede udgave af Star Trek fra 1973-1974. Nimoy medvirkede også i de seks første Star Trek-spillefilm.
Han spillede videnskabsmanden i filmen Invasion of the Body Snatchers (1978). I 1982 blev han nomineret til en Emmy for bedste birolle i tv-filmen A Woman Called Golda, som handler om Israel's første kvindelige præsident, Golda Meir.
Han instruerede Star Trek III: The Search for Spock (1984), Star Trek IV: The Voyage Home (1986) og bagefter en helt anden slags film, nemlig Three Men and a Baby (1987).
Nimoy spillede endnu en gang sin berømte rolle som Spock i filmen Star Trek (2009), mens Zachary Quinto spillede en yngre udgave af Spock.

#### Fotograf
I 1971 studerede han fotografi på UCLA, men færdiggjorde ikke studiet. Nimoy udgav digte, som han illustrerede med sine fotografier.
I 2003 meddelte han, at han ville stoppe sin karriere som skuespiller, for i stedet at koncentrere sig om sin karriere som fotograf. Han udstillede sort-hvide fotografier af nøgne kvinder. Eksempler på hans kunst kan ses på www.leonardnimoyphotography.com.

### Privat
Nimoy blev gift to gange. I 1954 giftede han sig med Sandra Zober, som han blev skilt fra i 1987. Han fik to børn med hende; instruktøren Adam Nimoy og Julie Nimoy. I 1988 giftede han sig med skuespilleren Susan Bay, som han forblev gift med frem til sin død i 2015.

#### Død
Nimoy døde den 27. februar 2015 ved sit hjem i Bel Air, i en alder af 83 år.